# Joan Flotats
Joan Flotats i Llucià (Manresa, Bages, 1847 - Barcelona, 1917) foi um escultor espanhol, discípulo dos irmãos Agapit e Venanci Vallmitjana. Dedicou-se principalmente à escultura religiosa. Colaborou na decoração escultórica da Cascata do Parque da Cidadela (onde realizou a figura de Dánae), com o seu discípulo e genro Llorenç Matamala. Realizou uma Coroação da Virgem Maria para o Quinto Mistério da Glória do Rosário Monumental de Montserrat, e a Anunciação na cripta da Sagrada Família.